# Gusti Jackowska
Gusti Jackowska (ur. 2 grudnia 1920 w Bielsku, zm. 26 kwietnia 1998 w Warszawie) - dyrektor Agencji Fotograficznej Filmu Polskiego, naczelny dyrektor Centralnej Agencji Fotograficznej, dyrektor Państwowego Zespołu Pieśni i Tańca „Warszawa”, zastępca dyrektora Państwowego Zespołu Pieśni i Tańca „Mazowsze”.

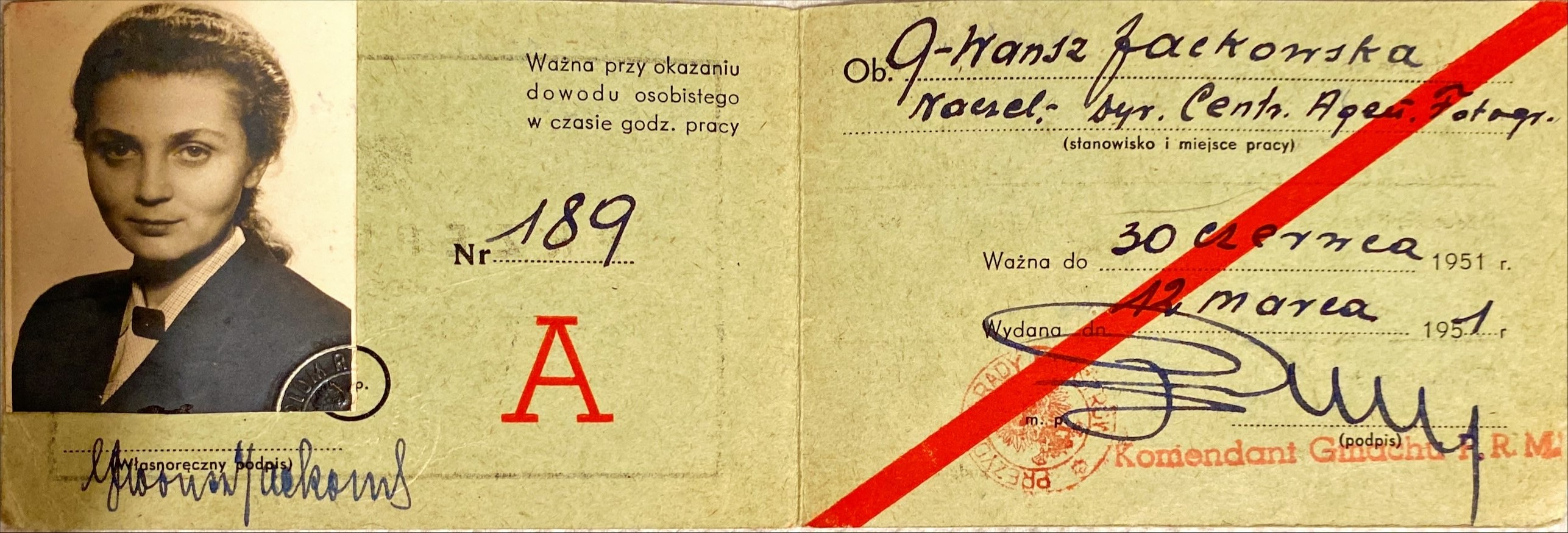
Przepustka Gusti Jackowskiej, naczelnej dyrektor CAF do Prezydium Rady Ministrów wydana 12 marca 1951, Archiwum PAN, Zespół Aleksandra Jackowskiego.

Urodziła się w Bielsku (obecnie Bielsko-Biała), ukończyła tam Szkołę Handlową, a następnie rozpoczęła pracę w Domu Wysyłkowym Sukna J. Wodaka. Po wybuchu wojny uciekła do Lwowa, w 1941 wywieziona do Kzył-Orda w południowym Kazachstanie. Tam pracowała w stołówce dla uchodźców polskich prowadzonej przez Placówkę Poselstwa Polskiego w ZSRR. Po jej zamknięciu podjęła pracę chałupniczą w Spółdzielni Zakładów Ałga (produkcja swetrów dla Armii Czerwonej), pracowała równocześnie jako woźnica w „obłtorg” (Obwodowy Oddział Handlowy) przewożąc z kołchozu jarzyny i owoce do wytwórni, w której produkowano susz dla Armii Czerwonej. Z powodu niedożywienia i trudnych warunków życiowych (mieszkała w ziemiance) w lipcu 1942 rozchorowała się na tyfus brzuszny. Wyszła ze szpitala, ale niebawem musiała tam powrócić ze względu na nawrót choroby powiązanej z furunkulozą. Była bliska śmierci, ale dzięki pomocy rodziny Kazachów ocalała. Na wieść o tworzeniu 1 Dywizji im. Tadeusza Kościuszki zgłosiła się jako ochotnik do wojska. W sierpniu 1943 skierowana do Sielc. Po przejściu przeszkolenia w Batalionie kobiecym skierowana do 2 Dywizji Piechoty im. Henryka Dąbrowskiego, później do Korpusu Polskich Sił Zbrojnych w ZSRR i w końcu do 1 Armii Wojska Polskiego, z którą przeszła szlak bojowy aż do walk o przełamanie Wału Pomorskiego. Po zdobyciu miejscowości Jastrowie, w lutym 1945 odwołana do Głównego Zarządu Polityczno-Wychowawczego we Włochach pod Warszawą. W maju 1947 zdemobilizowana w stopniu kapitana.
Po kolejnym leczeniu i pobycie w sanatorium 1 października 1947 powołana na stanowisko dyrektora Agencji Fotograficznej Filmu Polskiego. Najważniejszym jej osiągnięciem na tym stanowisku było stworzenie wystroju fotograficznego Wystawy Ziem Odzyskanych we Wrocławiu (21 lipca - 31 października 1948) oraz zapewnienie obsługi i serwisu fotograficznego dla odbywającego się w tym czasie Światowego Kongresu Intelektualistów w Obronie Pokoju, w Auli Politechniki we Wrocławiu (25–28 sierpnia 1948). Za działania te odznaczona Złotym Krzyżem Zasługi. W grudniu 1948 przygotowała wystrój miejsca obrad oraz serwis fotograficzny podczas trwania kongresu zjednoczeniowego PPR i PPS. W maju 1949 wiceprzewodniczącą Sekcji Twórczości Fotograficznej ”ZAiKS”. 

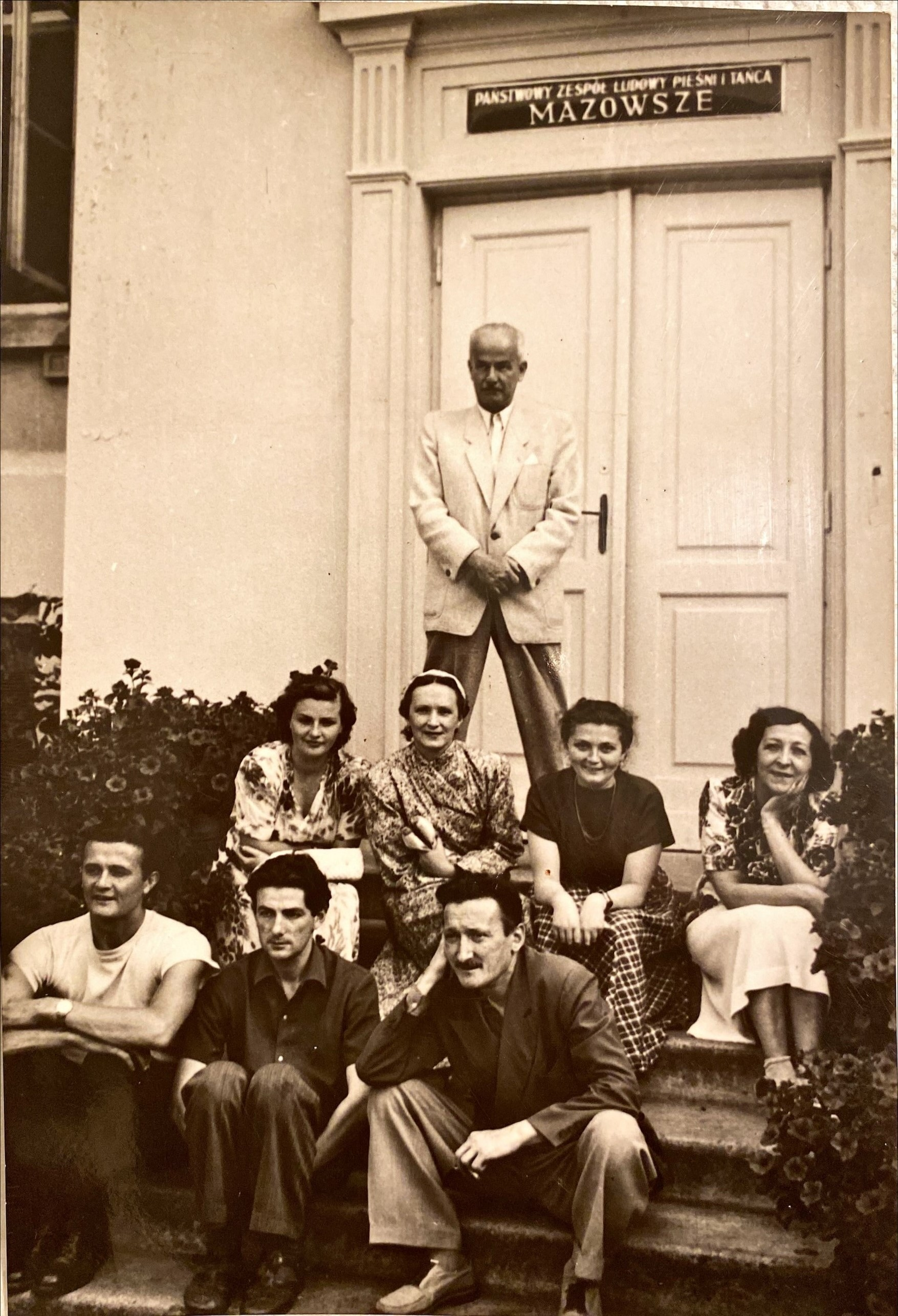
Tadeusz Sygietyński (siedzi w pierwszym rzędzie z prawej), dyrektor Zespołu "Mazowsze" ze współpracownikami przed wejściem do siedziby Zespołu. Gusti Jackowska (w drugim rzędzie, druga od prawej) siedzi obok Miry Zimińskiej-Sygietyńskiej. Aleksander Jackowski, mąż Gusti z Instytutu Sztuki PAN (siedzi obok T. Sygietyńskiego). Karolin, przed majem 1955.

Na jej wniosek 1 lipca 1950 powołano pięcioosobową komisję organizacyjną ds. utworzenia Centralnej Agencji Fotograficznej (CAF). 1 stycznia 1951 utworzono tę Agencję, a jej naczelnym dyrektorem została Gusti Jackowska. Stanowisko to podlegało bezpośrednio Prezesowi Rady Ministrów. Pod koniec 1951 CAF przekazano Robotniczej Spółdzielni Wydawniczej „Prasa”.  Wpłynęło to hamująco na zamierzony przez nią rozwój Agencji, w związku z tym 3 stycznia 1953 na swą prośbę rozwiązała umowę o pracę. Z perspektywy czasu wydaje się, że jej wielką zasługą podczas kierowania obu agencjami fotograficznymi była decyzja o kompleksowej dokumentacji wojennych zniszczeń Warszawy. Dzięki temu historycy, architekci, konserwatorzy i varsavianiści zyskali cenne i precyzyjne źródła ikonograficzne do badań.
Mąż Gusti, Aleksander Jackowski, był wówczas kierownikiem Zakładu Badań Sztuki Ludowej i Folkloru w Instytucie Sztuki PAN, pełnił jednocześnie funkcję pełnomocnika ministra do spraw Akcji Zbierania Folkloru. To zbliżyło go do Tadeusza Sygietyńskiego, który w listopadzie 1948 został organizatorem Zespołu „Mazowsze” i poszukiwał dla niego odpowiedniego repertuaru. Obaj panowie podróżowali po Polsce odnajdując ślady autentycznego, tradycyjnego folkloru. Zapewne ta sytuacja sprawiła, że Gusti Jackowska powołana przez Ministra Kultury i Sztuki na jego pełnomocnika do spraw organizacji Państwowego Zespołu Pieśni i Tańca „Warszawa”. 1 stycznia 1954 oficjalnie nominowana na stanowisko dyrektora tego Zespołu. Już wtedy nawiązała formalną współpracę z Zespołem „Mazowsze”. Ostatecznie Zespół „Warszawa” zlikwidowano 30 września 1956, a Gusti Jackowska od 1 października przeniesiona do Zespołu „Mazowsze” na stanowisko zastępcy dyrektora. Tak zaczęła się jej długa współpraca z Mirą Zimińską-Sygietyńską. Z „Mazowszem” Gusti związała się na ponad 20 lat, aż do końca swej kariery zawodowej, do przejścia na emeryturę 31 grudnia 1976. Zmarła 26 kwietnia 1998. Pochowana na cmentarzu Powązkowskim w Warszawie w grobowcu rodzinnym (kw. 66 rz. 1, grób 1/2).